# La Macana
La Macana ist eine Ortschaft in Uruguay.

## Geographie
La Macana befindet sich auf dem Gebiet des Departamento Florida in dessen Sektor 1. Der Ort liegt im westlichen Teil des Departamentos, einige Kilometer nördlich der Departamento-Hauptstadt Florida und südsüdöstlich von La Cruz. Unweit östlich fließt der Río Santa Lucía Chico, dessen Nebenfluss Arroyo de la Macana nahe dem Ort vorbeiführt. Nächstgelegene Ortschaft in Richtung Osten ist San Gabriel.

## Einwohner
Die Einwohnerzahl La Macanas beträgt 91 (Stand: 2011), davon 46 männliche und 45 weibliche. Für die vorhergehenden Volkszählungen der Jahre 1963, 1975, 1985 und 1996 sind beim Instituto Nacional de Estadística de Uruguay keine Daten erfasst worden.
| Jahr | Einwohner |
| ---- | --------- |
| 1963 | -         |
| 1975 | -         |
| 1985 | -         |
| 1996 | -         |
| 2004 | 121       |
| 2011 | 91        |

Quelle: Instituto Nacional de Estadística de Uruguay